# Amaury Chardeau
Pour les articles homonymes, voir Chardeau.
Amaury Chardeau est un journaliste, documentariste, producteur de radio et écrivain français, né en 1979.

## Biographie

### France Culture
Historien de formation, il est d’abord journaliste pour la presse et les antennes de Radio France,.
À partir de 2005, il rejoint France Culture comme producteur délégué de documentaires, écrivant et réalisant des émissions pour La Fabrique de l’histoire Sur les docks, Les Pieds sur terre, Villes Mondes, ainsi qu'une série documentaire sur l'espionnage pour LSD.
Il conçoit également en 2018 une Grande Traversée, série documentaire de 8 heures consacrée au mathématicien britannique et père de l’informatique Alan Turing.
Toujours pour France Culture, il se spécialise un temps dans la photographie, proposant plusieurs émissions ou séries d’entretiens autour de pratiques de photographes vivants ou disparus (Diane Arbus, William Eggleston, la photographie pendant la Première guerre mondiale, Franck Horvat, Sabine Weiss...) et diffuse en 2012 Mon œil, série de 25 entretiens avec des photographes contemporains.
Il produit plusieurs séries d'émissions musicales avant de produire de 2016 à 2021 l’émission hebdomadaire Juke-Box (d'abord appelée Métronomique,), mêlant histoire et musique, émissions dont il est également « concepteur et animateur ». Il a notamment créé les émissions suivantes : Boris Vian, Montréal, l'Espagne de la movida, Serge Gainsbourg...
Selon le journal Québécois La Presse en 2021, qui évoque le travail d'Amaury  Chardeau: « Chaque semaine depuis cinq ans, Juke-box explore une nouvelle partie du monde, un nouveau sujet, large ou pointu. Aujourd’hui le Québec, hier le rock roumain sous Ceaucescu, l’Indonésie des années 60 et 70, les rythmes de l’indépendance kényane, le pianiste de jazz fou Bud Powell ou l’émergence de la pop syrienne. Chaque épisode demande un travail de recherche scrupuleux, jalonné d’entrevues, de traductions pointilleuses, d’écriture de textes et d’une recherche musicale exhaustive ». L’émission s’interrompt en juin 2021.

### Édition
En 2020, il adapte à l’écrit certaines de ses émissions (Aux sources du hip hop, Aux sources du funk) sous la forme de livres-vinyles aux éditions Wagram.
Il écrit également pour des expositions (Tom Wood, galerie Sit Down, Bye Bye Love, Maison de la radio...) ou des livres d’artistes (Dolph Kessler : Passengers; Franck Horvat : Please don’t Smile).
Il écrit en 2021 Dress Code, fiction mise en musique par les musiciens Jocelyn Mienniel et Christophe Chassol, spectacle donné en septembre 2022 à la Cité de la Musique.
En 2024, il publie Caillebotte, la peinture est un jeu sérieux, « biographie » « enquête » sur le peintre impressionniste (dont Amaury Chardeau est le descendant,) proposant, à l'aune d'archives inédites, une relecture de plusieurs des œuvres majeures de l'artiste. L'ouvrage est publié en anglais la même année.

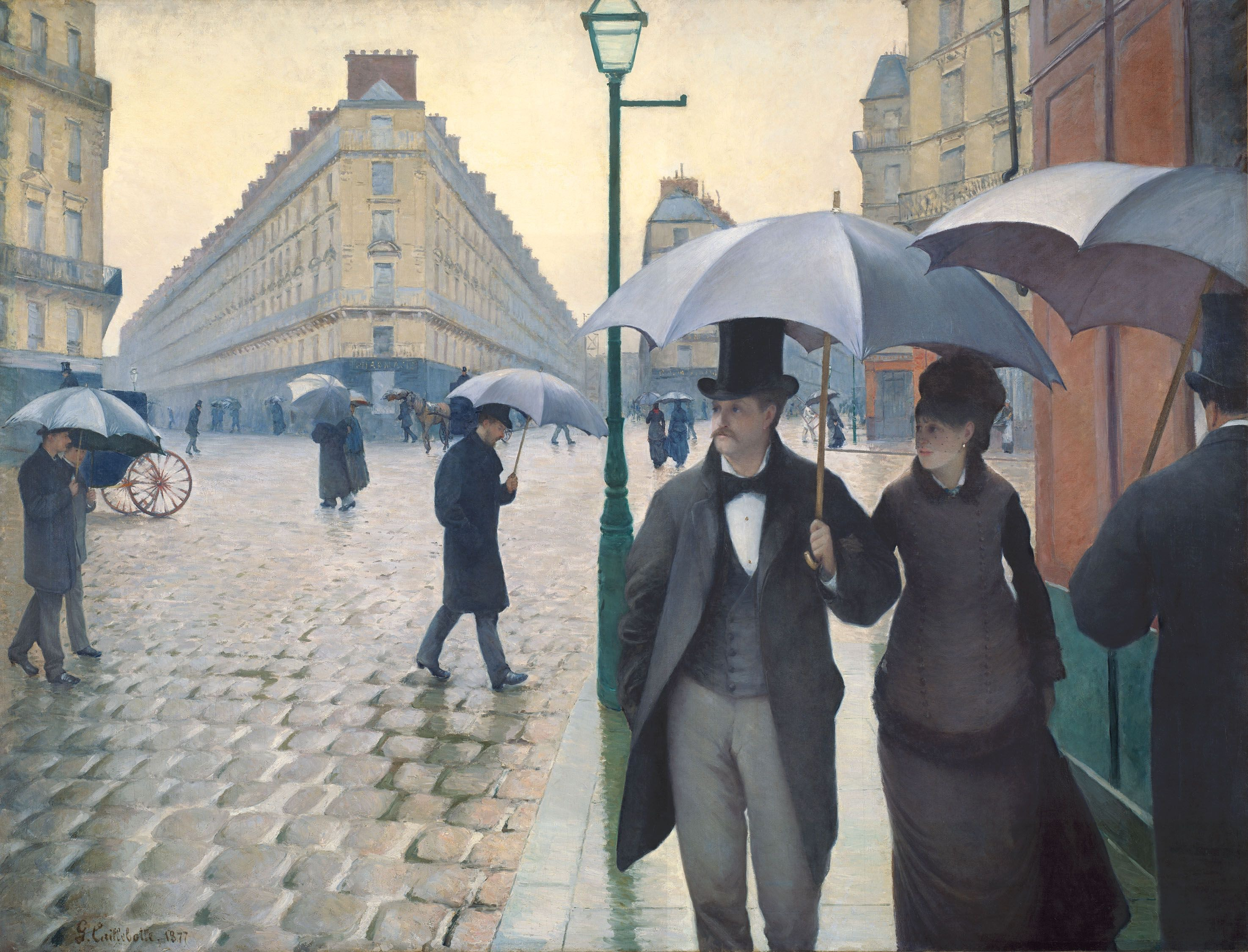
Le tableau Rue de Paris, temps de pluie de Gustave Caillebotte (1877), dont un détail a servi à la couverture de son ouvrage Caillebotte, la peinture est un jeu sérieux.

Il fait partie des cinq livres sélectionnés pour le Prix du Cercle Montherlant - Académie des beaux-arts, dont le lauréat sera proclamé en novembre 2025.

## Publications
- Amaury Chardeau, Caillebotte : la peinture est un jeu sérieux, éditions Norma, 2024 (ISBN 9782376660927)Publié la même année en anglais[N 4]

### Sources primaires
1. ↑  Camille Poirier, « Amaury Chardeau, de France Culture : “Je suis un type à trac” », sur Télérama, 29 mai 2017 (consulté le 13 octobre 2024)
2. ↑  Amaury Chardeau et Véronique Servat, « Raconter les musiques, raconter l’histoire en radio », Le Temps des médias, vol. 42, no 1,‎ 2 octobre 2024, p. 227–239 (ISSN 1764-2507, lire en ligne, consulté le 13 octobre 2024)
3. 1 2 3  Amaury Chardeau, présentation, podcast et actualités sur le site de Radio France.
4. 1 2 3  Notices BnF des deux éditions (français et anglais) de Caillebotte, la peinture est un jeu sérieux et ses couvertures.
5. ↑  Sélections Prix du Cercle Montherlant - Académie des beaux-arts, sur le site Académie des beaux-arts (France), juin 2025.